# Архангельський Михайло Сергійович
Михайло Сергійович Архангельський (нар. 19 вересня 1898, селище шахти, тепер у складі міста Донецька Донецької області — 20 червня 1987, місто Київ) — український радянський діяч, керуючий тресту «Ворошиловвугілля» комбінату «Ворошиловградвугілля» Ворошиловградської області. Герой Соціалістичної Праці (28.08.1948). Кандидат у члени ЦК КП(б)У в 1949—1952 роках.

## Біографія

Могила Михайла Архангельського, Байкове кладовище

Народився в родині робітника у селищі однієї із шахт біля міста Юзівки. Трудову діяльність розпочав у чотирнадцятирічному віці, працював вибірником породи на шахті. Потім був лампоносом і камеронщиком на шахтах.
До 1920 року служив у Червоній армії, учасник громадянської війни в Росії.
У 1920 році вернувся на Донбас, працював на шахтах. У 1924 році поступив на робітничий факультет, а потім у Донецький гірничий інститут.
Член РКП(б) з 1925 року.
У 1928 році закінчив Донецький гірничий інститут.
У 1928—1933 роках — викладач, начальник гірничого факультету, заступник директора Донецького гірничого інституту із наукової частини.
У 1933—1936 роках — керуючий механізованої лави шахти імені Менжинського тресту «Первомайськвугілля» Донецької області.
У 1936—1941 роках — завідувач шахти «Сокологорівка» тресту «Первомайськвугілля», головний інженер тресту «Свердловвугілля» на Донбасі.
Після початку німецько-радянської війни перебував у евакуації, працював у комбінаті «Карагандавугілля» Казахської РСР.
У 1943—1947 роках — заступник головного інженера, заступник начальника комбінату і головний інженер комбінату «Ворошиловградвугілля» Ворошиловградської області.
З 1947 року — керуючий тресту «Ворошиловвугілля» комбінату «Ворошиловградвугілля» Ворошиловградської області.
У 1950 — після 1953 року — начальник комбінату «Донбасантрацит» Ворошиловградської області.
Потім — на пенсії в місті Києві. Помер 20 червня 1987 року. Похований на Байковому кладовищі (ділянка № 31) разом з донькою Тамарою (1929—2023).

## Звання
- генеральний директор ІІІ рангу

## Нагороди
- Герой Соціалістичної Праці (28.08.1948)
- орден Леніна (28.08.1948)
- два ордени Трудового Червоного Прапора (1943,)